# Região Geográfica Imediata de Pará de Minas

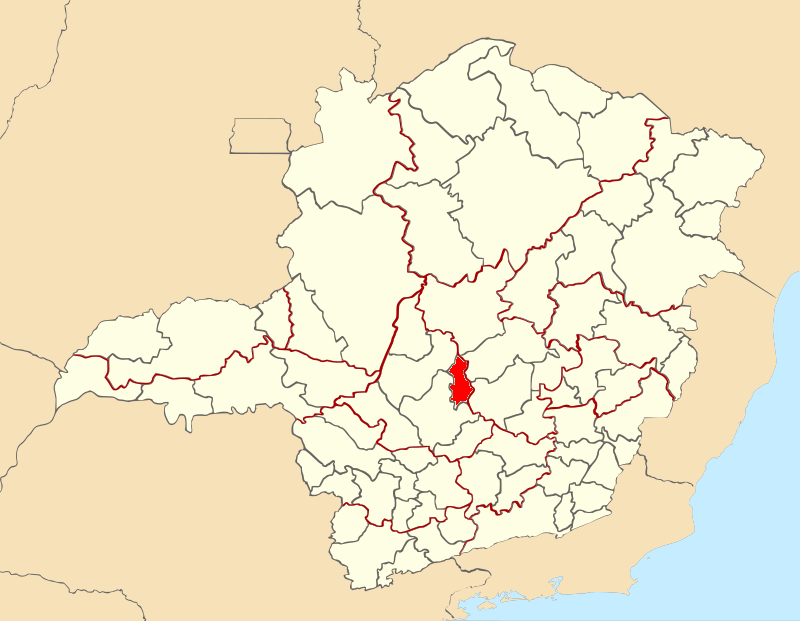
Região Geográfica Imediata de Pará de Minas.

A Região Geográfica Imediata de Pará de Minas é uma das 70 regiões geográficas imediatas do Estado de Minas Gerais, uma das seis regiões geográficas imediatas que compõem a Região Geográfica Intermediária de Divinópolis e uma das 509 regiões geográficas imediatas do Brasil, criadas pelo IBGE em 2017.

## Municípios
É composta por 7 municípios.
- Igaratinga
- Maravilhas
- Onça de Pitangui
- Papagaios
- Pará de Minas
- Pequi
- São José da Varginha

## Estatísticas
Tem uma população estimada pelo IBGE para 1.º de julho de 2017 de 139 707 habitantes e área total de 2 241,239 km².